# Kàmenka (Lípetsk)
Kàmenka — Казаковка (rus) — és un poble de l'óblast de Lípetsk, a Rússia, que en el cens del 2010 tenia 30 habitants. Pertany al districte rural d'Izmàlkovo.